# Србија у ритму Европе 2019.
Србија у ритму Европе 2019.  је дечји музички фестивал такмичарског карактера одржан 22. јуна 2019. године у спортској хали "Владе Дивац" у Врњачкој Бањи захваљујући победи тог града претходне године. Победнице такмичења су Мила Николић, Софија Станковић и Емилија Мишић, представнице града Врања са песмом "Dum Tek Tek" од Хадисе, док су их плесом подржавале чланице плесне групе "Lollipop": Теодора Богдановић, Јована Јовановић, Александра Ђорђевић, Марија Сотировић, Јана Стошић и Ирина Ирић. Такмичење се уживо преносило на Првој српској телевизији, а учествовало је 24 локалних самоуправа.

## Формат
Дечије музичко такмичење "Ритам Европе" које се емитује на телевизији са националном покривеношћу постоји од 2008. и подржано је од стране амбасадора земаља Европе, Израела и Аустралије. Окупља децу и омладину узраста од 14 до 21 године, која поред свог града или општине представљају и певају на језику једне од земаља Европе, Израела и Аустралије. Укупан број градова представника, односно такмичара је највише 24 у једној земљи а најмање 12. Представници града или општине бирају се преко аудиција, а сам процес припреме за такмичење траје 7-9 месеци. Победник такмичења одређује се сабирањем СМС гласова и гласова жирија.
Такмичење је одржано 22. јуна у спортској хали "Владе Дивац" чији капацитет износи 1.300 седећих места. Такмичење је одржано под слоганом "Децо, ево је Бања" који је сматран контроверзним, а водитељи су били Гоца Тржан и Игор Карадаревић.

## Учесници
На такмичењу је учествовало 24 локалних самоуправа (градова и општина).
| Општина/град      | Држава     | Извођач(и)‍                                        | Песма‍                       |
| ----------------- | ---------- | ------------------------------------------------- | --------------------------- |
| Апатин            | Холандија  | Зорана Мрђа                                       | Samen                       |
| Бач               | Португал   | Маша Милић и Магдалена Кања                       | Despacito                   |
| Бачки Петровац    | Шпанија    | Shaili Poniger Forero                             | The Ketchup Song            |
| Босилеград        | Грчка      | Добри Миланов                                     | Opa                         |
| Владичин Хан      | Малта      | Ања Величковић                                    | Angel                       |
| Врање             | Турска     | Мила Николић, Софија Станковић и Емилија Мишић    | Dum Tek Tek                 |
| Врбас             | Русија     | Нина Канкараш                                     | Скажи мне, что такое любовь |
| Врњачка Бања      | Србија     | Милица Ћирић и Катарина Богићевић                 | Луди летњи плес             |
| Горњи Милановац   | Шведска    | Анђела, Александра, Мина и Ана                    | Kom                         |
| Жабаљ             | Словачка   | Анђела Шијачић и Сара Билић                       | Unikat                      |
| Крагујевац        | Израел     | Милутин Лековић                                   | Golden Boy                  |
| Краљево           | Француска  | Тијана Жупац, Милица Бошковић и Сара Симић        | I Surrender                 |
| Лапово            | Финска     | Стефан Николић, Невена Нешић и Анђела Миљковић    | Hula Hula                   |
| Лесковац          | Белгија    | Алекса Трајковић и Биљана Јањић                   | Rhythm Inside               |
| Младеновац        | Италија    | Дамњана Дамњановић и Димитрије Миленковић         | Donna Con Te                |
| Нова Црња         | Немачка    | Тамара Звекић                                     | Geiles Leben                |
| Нови Пазар        | Норвешка   | Адила Пепић, Ајлина Колашинац и Ајша Камешничанин | Icebreaker                  |
| Оџаци             | Аустралија | Катарина Бенка                                    | We Got Love                 |
| Панчево           | Бугарска   | Андреј Шимон и Михајло Грујић                     | Beautiful Mess              |
| Сомбор            | Хрватска   | Ивона Дамјановић                                  | Da se opet tebi vratim      |
| Сремска Митровица | Кипар      | Валентина Малишевић и Мина Ђурђевић               | La La Love                  |
| Суботица          | Украјина   | Маша Чегар и Жарко Прибаковић                     | Say Love                    |
| Сурдулица         | Данска     | Вилијам, Даница, Лана и Весна                     | Only Teardrops              |
| Ћуприја           | Аустрија   | Ирена Симоновић и Николина Живковић               | Koniglich                   |

## Резултати
| Р. бр. | Град/општина      | Жири    | Жири  | Публика | Укупно | Пласман |
| Р. бр. | Град/општина      | Гласови | Поени | Публика | Укупно | Пласман |
| ------ | ----------------- | ------- | ----- | ------- | ------ | ------- |
| 1.     | Нови Пазар        | 266     | 6     | 10      | 16     | 18.     |
| 2.     | Босилеград        | 334     | 20    | 22      | 42     | 2.      |
| 3.     | Сремска Митровица | 285     | 10    | 16      | 26     | 12.     |
| 4.     | Врбас             | 237     | 2     | 14      | 16     | 19.     |
| 5.     | Краљево           | 368     | 23    | 13      | 36     | 5.      |
| 6.     | Крагујевац        | 302     | 13    | 18      | 31     | 11.     |
| 7.     | Суботица          | 242     | 3     | 9       | 12     | 20.     |
| 8.     | Врање             | 368     | 22    | 20      | 42     | 1.      |
| 9.     | Младеновац        | 266     | 7     | 24      | 31     | 10.     |
| 10.    | Сомбор            | 315     | 17    | 3       | 20     | 15.     |
| 11.    | Владичин Хан      | 333     | 19    | 15      | 34     | 6.      |
| 12.    | Лапово            | 294     | 12    | 7       | 19     | 16.     |
| 13.    | Горњи Милановац   | 254     | 4     | 5       | 9      | 23.     |
| 14.    | Бач               | 290     | 11    | 23      | 34     | 7.      |
| 15.    | Ћуприја           | 260     | 5     | 4       | 9      | 24.     |
| 16.    | Бачки Петровац    | 274     | 8     | 12      | 20     | 14.     |
| 17.    | Сурдулица         | 348     | 21    | 17      | 38     | 3.      |
| 18.    | Панчево           | 236     | 1     | 11      | 12     | 21.     |
| 19.    | Лесковац          | 306     | 14    | 19      | 33     | 8.      |
| 20.    | Оџаци             | 306     | 15    | 2       | 17     | 17.     |
| 21.    | Нова Црња         | 311     | 16    | 21      | 37     | 4.      |
| 22.    | Врњачка Бања      | 402     | 24    | 8       | 32     | 9.      |
| 23.    | Апатин            | 326     | 18    | 6       | 24     | 13.     |
| 24.    | Жабаљ             | 277     | 9     | 1       | 10     | 22.     |